# 마약 자유화
마약 자유화(drug liberalization)는 마약의 판매나 사용을 허용하는 마약정책이다. 합법화나 비범죄화 형태등이 있다. 마약 자유화 지지자들은 불법 마약을 판매하려는 수요를 줄이고, 마약범을 처벌하는데 드는 비용을 줄인다고 주장한다.